# Девід Армітедж Баннерман
Де́від Армі́тедж Ба́ннерман (англ. David Armitage Bannerman; *1886 — †6 квітня 1979) — британський орнітолог.
Він закінчив Пемброук-колледж в Кеймбріжді в 1909 році, після чого протягом довгого часу подорожував по Африці, Вест-Індії, Південній Америці та островах Атлантичного океану.
Він не був взятий до армії через проблеми зі здоров'ям, проте служив у Червоному хресті 4 роки протягом Першої Світової Війни, отримавши в нагороду Монс-Стар. Після війни він працював у Музеї природознавства до 1951 року, двічі відмовляючись під посади директора Британського музею. Він був головою Британського орнітологічного клубу з 1932 до 1935 року, редактором бюлетеня клубу з 1914—1915 років та віце-президентом Британського орнітологічного товариства та Королівського товариства охорони птахів.